# Christmas Time (Backstreet Boys-låt)
Christmas Time med inledningsorden "There is something special about this time of year", är en julsång som bland annat sjungits in av Backstreet Boys.